# 北龕摩岩造像
北龕摩岩造像位於四川省巴中市，文物遺址年代判定為唐、宋。1956年8月16日公佈為四川省第一批歷史及革命文物保護單位，1980年7月7日公佈為四川省重新公布的第一批文物保護單位。2001年6月25日列為第五批全國重點文物保護單位，歸入南龕摩崖造像。
北龕摩崖石刻造像分布於巴中市城北1公里的蘇山之麓，崖面坐北朝南，編號從西向東，現存造像34龕，348尊。 參考南龕和其他鄰近地區龕像特徵，現存主要龕像按時間先後可分為四組：第一組，第01號龕；第二組，第07、12、13、14號龕；第三組，第23號龕；第四組，第29、30號龕等。 第一組至第四組龕所處崖面之上下還有部分晚唐小龕，下部有部分清代小龕。